# Sturmabteilung
Batalioanele de asalt (în germană Sturmabteilung, acronim SA), cunoscute și sub denumirea de Cămășile brune, au fost o organizație paramilitară nazistă care a jucat un rol-cheie în ascensiunea la putere a lui Adolf Hitler. A fost fondată de Adolf Hitler la München, în 1921, la început recrutând membri din Freikorps. Purtând uniforme de culoare maro, după exemplul Cămășilor Negre (purtate de fasciștii italieni), trupele SA asigurau ordinea la reuniunile Partidului Național-Socialist și organizau atacuri asupra adversarilor politici.
Conducerea trupelor SA a fost preluată în 1931 de Ernst Röhm. Până în 1932 acestea au devenit o forță, numărând peste 400.000 de membri. Röhm a intenționat să le comaseze sub comanda sa, ca armată regulată, dar Hitler era îngrijorat de puterea crescândă a organizației și, în 1934, a ordonat „purificarea prin sânge" a organizației, serie de asasinate cunoscută sub numele de Noaptea cuțitelor lungi. După acest eveniment, organizația a jucat un rol politic minor.